# Inredningsprogram
Ett inredningsprogram är en typ av TV-program som handlar om renovering och inredning. I programmet brukar snickare, målare och andra hantverkare demonstrera sina färdigheter.

## Exempel på inredningsprogram på TV
- Äntligen hemma
- Bygglov
- Sommar med Ernst
- Roomservice
- Arga snickaren
- Design: Simon & Tomas
- Extreme Makeover: Home Edition